# Колокололитейные заводы братьев Самофаловых
Колоколитейный завод братьев Самофаловых — колокольный завод в Воронеже.
Первый колоколитейный завод братья Самофаловы основали в 1814 году на окраине Воронежа колокололитейный завод. Второй колокололитейный завод был пущен в 1827 году. Производство колоколов на предприятиях прекратилось во время Первой мировой войны.
Корпуса одного из заводов в 1930-е годы переоборудованы в цеха Воронежской кондитерской фабрики; эти здания признаны объектом культурного наследия Российской Федерации.